# George Macready
George Macready, volledige naam George Peabody Macready jr., (Providence, 29 augustus 1899 - Los Angeles, 2 juli 1973) was een Amerikaans acteur. Zijn rol van verachtelijke echtgenoot en casinodirecteur in Gilda en zijn rol van fanatieke Franse generaal in Paths of Glory overschaduwden al zijn andere vertolkingen.

## Leven en werk

### Afkomst, opleiding en eerste jobs
Macready werd geboren in Providence, de hoofdstad van Rhode Island, de staat vanwaar ook zijn beide ouders afkomstig waren. Hij voltooide succesvol zijn studies Grieks en wiskunde aan de Brown-universiteit in zijn geboortestad. Tijdens zijn studies, in 1919, was hij het slachtoffer van een verkeersongeval en hij hield er een groot litteken in het gezicht aan over. Na zijn studies werkte hij een korte periode in een bank en daarna werd hij verslaggever voor de New York Daily News.

### Toneel
Een ontmoeting met toneel- en filmregisseur Richard Boleslawski bracht hem ertoe een toneelopleiding te volgen. Nadat hij ervaring opgedaan had in onder meer Detroit debuteerde hij in 1926 in Broadway in de theateradaptatie van de roman The Scarlet Letter. Tot 1958 verscheen hij op de bühne in een vijftiental drama's, heel dikwijls in stukken van Shakespeare.

### Filmacteur

#### Voorkomen en acteerstijl
Zijn rijzige en slanke postuur, zijn blauwe ogen, zijn blond haar en vooral het lang opvallend litteken dat zijn rechterwang dwarste kwamen hem bijzonder van pas als hij gestalte moest geven aan meedogenloze, hooghartige, minachtende en/of gemene valse hebzuchtige personages. Ook zijn hoekige gelaatstrekken, zijn highbrow en diepsonore uitspraak en zijn arrogante manier om met de neus in de lucht lopen maakten hem onmiskenbaar aanwezig op het grote scherm.

#### Typische rollen
Onder meer door zijn litteken ontsnapte hij niet aan typecasting. Rollen met allure lagen hem bijzonder goed: aristocraten (keizer, koning (Jan zonder Land), prins, graaf, markies, lords en sirs), bewindsmannen (politicus, ministers, burgemeester, gouverneur, officieren van justitie, vizier), hogere officieren (generaals, kolonel, majoor, kapitein). Met evenveel gemak vertolkte hij inhalige schurken, dubieuze wetenschappers, onbetrouwbare dokters, sluwe bendeleiders, autoritaire veeboeren of bedrieglijke geheim agenten. 
Hij acteerde heel veel in historische avonturenfilms, films noirs, drama's en oorlogsfilms. Hij verscheen eveneens in tal van B-films (westerns, sciencefictionfilms, horrorfilms ...) die geregisseerd werden door veelal vergeten cineasten waarvan John Farrow, Joseph H. Lewis, Gordon Douglas en Henry Levin nog enige bekendheid genieten.

#### Jaren veertig: drukke periode
In 1942 ging Macready aan de slag in Hollywood. Van meet af aan werd hij getypecast als slechterik. De eerste jaren draaide hij tot zeven films per jaar. In 1945 was hij een gevaarlijke vrouwenmoordenaar in zijn eerste film noir My Name Is Julia Ross.
Zijn eerste bekende rol was die van de mysterieus-rijke en verachtelijke echtgenoot van Rita Hayworth in de film noir Gilda (1946). Datzelfde jaar nam hij de hoofdrol voor zijn rekening in het drama The Man Who Dared, het regiedebuut van John Sturges.
Hij speelde eveneens mee in heel wat westerns. Zo draaide hij er 3 met de bekende westernacteur Randolph Scott: hij was een rijke veeboer en moordenaar in Coroner Creek (1948). In Knock on Any Door (1949) bemoeilijkte hij als procureur advocaat Humphrey Bogarts pleidooi voor begrip voor de kansarme achtergrond van een jongeman beschuldigd van moord.

#### Jaren vijftig
Later vertolkte hij, weer naast Randolph Scott, een inhalige hebzuchtige man in de western The Nevadan (1950) en een oneerlijk bendeleider die een volledig stadje in de tang houdt en die een overval beraamt in de western The Stranger Wore a Gun (1953).
Filmveteraan Henry Hathaway gaf hem de rol van generaal van een pantserkorps die diende onder veldmaarschalk Erwin Rommel in de biopic The Desert Fox: The Story of Rommel (1951). In de film noir Detective Story (1951) voerde een andere filmveteraan, William Wyler, Macready op als dokter van dubieus allooi die abortussen verricht. Acht jaar na Gilda werd Glenn Ford opnieuw geconfronteerd met Macready in de rol van een nazicollaborateur in de film noir The Green Glove (1952). Macready, die heel wat Shakespearerollen op het podium vertolkte, werkte mee aan één Shakespeareverfilming: het historisch drama Julius Caesar (1953).
Hij speelde een sinistere vizier in de in het oude Bagdad gesitueerde exotische avonturenfilm The Golden Blade (1953). In de western Vera Cruz belichaamde hij Maximiliaan van Mexico.
Kubrick gaf Macready zijn beroemdste rol in de Eerste Wereldoorlogsdrama Paths of Glory (1957). Macready gaf er gestalte aan een onverstoorbaar koudbloedige Franse generaal. Die ijzervreter deinst er niet voor terug op zijn eigen manschappen te laten schieten omdat ze de zinloze mensenlevens verslindende aanvallen op de versterkte Duitse linies beu zijn.

#### Jaren zestig
Macready's filmrollen werden veel schaarser vanaf de jaren zestig. Vermeldenswaardig waren de avonturenfilm Taras Bulba (1962) waarin hij de Poolse gouverneur speelde op wiens dochter de zoon van de vijandige kozakkenleider Taras Bulba verliefd wordt en de politieke thriller Seven Days in May (1964) waarin hij als minister van Financiën de Amerikaanse president ondersteunt bij een op til zijnde militaire staatsgreep. In de Tweede Wereldoorlogsfilm Tora! Tora! Tora! (1970), zijn voorlaatste speelfilm, vertolkte hij Cordell Hull, de Amerikaanse minister van Buitenlandse Zaken.

### Televisie
Macready verscheen heel dikwijls op het kleine scherm. Hij was te zien in talrijke westernseries zoals Bonanza en Gunsmoke. Tevens verleende hij zijn medewerking aan anthologieseries zoals Alfred Hitchcock Presents en Four Star Playhouse.
In de eerste Amerikaanse soapserie Peyton Place gaf hij kleur aan de vader van Catherine Harrington, de meest invloedrijke en, omwille van zijn opvliegend en verbitterd karakter, meest gevreesde man van het stadje Peyton Place.  

### Trivia
- Macready beweerde een afstammeling te zijn van de beroemde 19e-eeuwse Shakespearevertolker William Macready.
- In de jaren veertig ontwikkelde hij zich tot een deskundig kunstverzamelaar en opende hij in 1943 een kunstgalerij in Los Angeles, samen met zijn vriend en collega Vincent Price.

### Privéleven
Macready trouwde in 1931 met Elizabeth Dana Patterson (1907) met wie hij twee dochters en een zoon had. Het koppel ging uiteen in 1943.
In 1973 overleed Macready op 73-jarige leeftijd aan COPD.

## Filmografie
- 1942 - Commandos Strike at Dawn (John Farrow)
- 1944 - Follow the Boys (A. Edward Sutherland)
- 1944 - The Story of Dr. Wassell (Cecil B. DeMille) (niet-gecrediteerd)
- 1944 - Wilson (Henry King) (niet-gecrediteerd)
- 1944 - The Seventh Cross (Fred Zinnemann)
- 1944 - The Soul of a Monster (Will Jason)
- 1944 - The Conspirators (Jean Negulesco) (niet-gecrediteerd)
- 1944 - The Missing Juror (Budd Boetticher)
- 1945 - A Song to Remember (Charles Vidor) (niet-gecrediteerd)
- 1945 - I Love a Mystery (Henry Levin)
- 1945 - The Monster and the Ape (Howard Bretherton)
- 1945 - Counter-Attack (Zoltan Korda)
- 1945 - Don Juan Quilligan (Frank Tuttle) (niet-gecrediteerd)
- 1945 - My Name Is Julia Ross (Joseph H. Lewis)
- 1946 - The Fighting Guardsman (Henry Levin)
- 1946 - Gilda (Charles Vidor)
- 1946 - The Bandit of Sherwood Forest (George Sherman en Henry Levin)
- 1946 - The Man Who Dared (John Sturges)
- 1946 - The Walls Came Tumbling Down (Lothar Mendes)
- 1946 - The Return of Monte Cristo (Henry Levin)
- 1947 - Down to Earth (Alexander Hall)
- 1948 - The Swordsman (Joseph H. Lewis)
- 1948 - The Big Clock (John Farrow)
- 1948 - The Black Arrow (Gordon Douglas)
- 1948 - Coroner Creek (Ray Enright)
- 1948 - Beyond Glory (John Farrow)
- 1949 - The Gallant Blade (Henri Levin)
- 1949 - Knock on Any Door (Nicholas Ray)
- 1949 - Alias Nick Beal (John Farrow)
- 1949 - Johnny Allegro (Ted Tetzlaff)
- 1949 - The Doolins of Oklahoma (Gordon Douglas)
- 1950 - The Nevadan (Gordon Douglas)
- 1950 - Fortunes of Captain Blood (Gordon Douglas)
- 1950 - Rogues of Sherwood Forest (Gordon Douglas)
- 1950 - A Lady Without Passport (Joseph H. Lewis)
- 1950 - The Desert Hawk (Frederick De Cordova)
- 1951 - Tarzan's Peril (Byron Haskin)
- 1951 - The Golden Horde (George Sherman)
- 1951 - The Desert Fox: The Story of Rommel (Henry Hathaway)
- 1951 - Detective Story (William Wyler)
- 1952 - The Green Glove (Rudolph Maté)
- 1953 - Treasure of the Golden Condor (Delmer Daves)
- 1953 - Julius Caesar (Joseph L. Mankiewicz)
- 1953 - The Stranger Wore a Gun (Andre DeToth)
- 1953 - The Golden Blade (Nathan Juran)
- 1954 - Duffy of San Quentin (Walter Doniger)
- 1954 - Vera Cruz (Robert Aldrich)
- 1956 - A Kiss Before Dying (Gerd Oswald)
- 1956 - Thunder Over Arizona (Joseph Kane)
- 1957 - The Abductors (Andrew V. McLaglen)
- 1957 - Paths of Glory (Stanley Kubrick)
- 1957 - Gunfire at Indian Gap (Joseph Kane)
- 1959 - Plunderers of Painted Flats (Albert C. Gannaway)
- 1959 - The Alligator People (Roy Del Ruth)
- 1959 - Jet Over the Atlantic (Byron Haskin)
- 1962 - Two Weeks in Another Town (Vincente Minnelli)
- 1962 - Taras Bulba (J. Lee Thompson)
- 1964 - Seven Days in May (John Frankenheimer)
- 1964 - Dead Ringer (Paul Henreid)
- 1964 - Where Love Has Gone (Edward Dmytryk)
- 1965 - The Human Duplicators (Hugo Grimaldi)
- 1965 - The Great Race (Blake Edwards)
- 1970 - Tora! Tora! Tora! (Richard Fleischer)
- 1971 - The Return of Count Yorga (Bob Kelljan)

- Biblioteca Nacional de España: XX1631750
- Bibliothèque nationale de France: cb14032739s (data)
- Gemeinsame Normdatei: 1188271393
- International Standard Name Identifier: 0000 0000 8050 6925
- Library of Congress Control Number: no90023875
- National Archives and Records Administration: 10574601
- Nationale Bibliotheek van Israël: 987007322360205171
- Nationale Bibliotheek van Polen: a0000002707714
- SNAC: w6hk2f7m
- Virtual International Authority File: 121985199
- WorldCat: E39PBJhMj7PRqJQmkqYXCHrpfq